# Reinhard Bredow
Reinhard Bredow   (Ilsenburg, 6 d'abril de 1947) és un conductor de luge alemany, ja retirat, que va competir sota bandera de la República Democràtica Alemanya durant les dècades de 1960 i 1970.
El 1968 va prendre part en els Jocs Olímpics d'Hivern de Grenoble, on fou cinquè en la prova per parelles del programa de luge. Quatre anys més tard, als Jocs de Sapporo, fent parella amb Horst Hörnlein, guanyà la medalla d'or en la prova per parelles.
En el seu palmarès també destaquen una medalla d'or, una de plata i dues de bronze al Campionat del món de luge, i dues d'or al Campionat d'Europa.